# Catherine Kang
Catherine Kang, ehemals Kang Seul-ki (* 25. September 1987 in der Provinz Jeollabuk-do, Südkorea) ist eine zentralafrikanische Taekwondoin, die in der Gewichtsklasse bis 49 Kilogramm aktiv ist.
Kang wuchs in Südkorea auf und feierte bei nationalen Hochschulmeisterschaften erste Erfolge im Taekwondo. Seit 2011 startet sie international für die Zentralafrikanische Republik. Beim afrikanischen Olympiaqualifikationsturnier Anfang 2012 in Kairo erreichte sie in der Klasse bis 49 Kilogramm das Finale gegen Sanaa Atabrour und qualifizierte sich für die Olympischen Spiele 2012 in London. Auf die Spiele bereitete sich Kang längere Zeit beim Verein Taekwondo Özer in Nürnberg vor.